# Gare de Iassynouvata
La gare d'Iassynouvata (ukrainien : станція Ясинувата) est une gare du réseau ferré de Donetsk en Ukraine. La ville compte une autre gare, la gare de Iassynouvata-Passager.

## Situation ferroviaire

Situation ferroviaire autour de Donetsk.

## Histoire
La gare est fondée en 1872 pour la construction du chemin de fer russe Konstantinovka – Alexandrovka qui relie l'usine métallurgique Hughes (aujourd'hui usine métallurgique de Donetsk) à la ligne Koursk-Kharkov-Azov. La gare et le village reçoivent le nom du village le plus proche, Yassinovatoï. En 1879, la ligne est prolongée jusqu'à Enakievo, en 1883 jusqu'à Makeïevka, en 1885 jusqu'à Sinelnikovo avec le chemin de fer de Catherine. Au début du XXe siècle, la population de Yassinovatoï est d'environ 800 habitants et la gare est devenue un important nœud ferroviaire. En 1926, Iassinovoutaïa reçoit le statut de commune urbaine et compte déjà 2 902 habitants. En 1937, le centre de gestion des chemins de fer du sud de l'Ukraine est établi dans cette ville qui devient un des plus importants carrefours ferroviaires de la république socialiste soviétique d'Ukraine avec une gare de triage et de nombreux immeubles de cheminots et d'employés du chemin de fer.
À cause de la crise ukrainienne de 2013-2014, la circulation ferroviaire est stoppée en 2014. Des combats sporadiques ont lieu jusqu'en 2016.

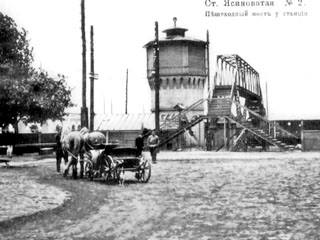
Avant 1917.
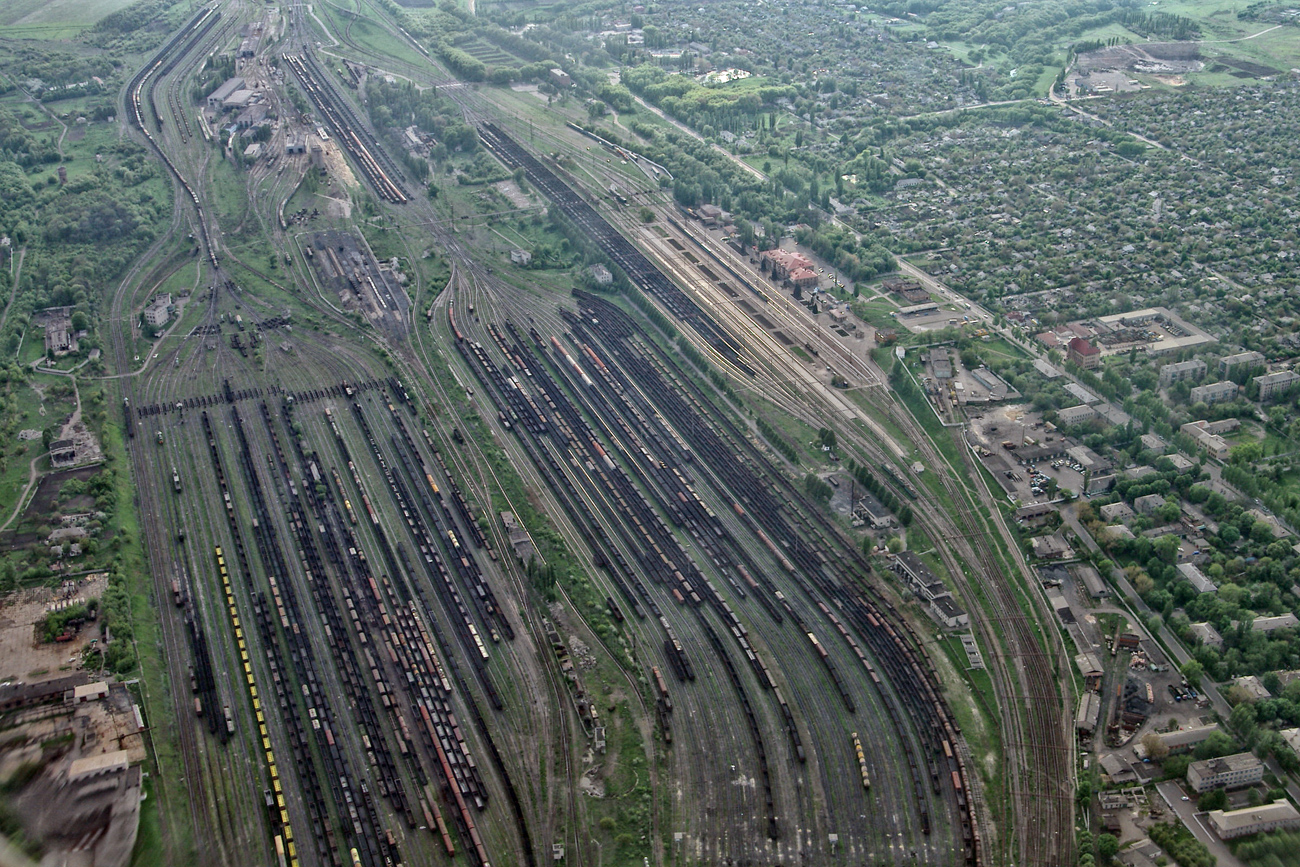
Son réseau de voies.